# Park prirode Medvednica
Šume Medvednice spuštaju se gotovo do samog središta Zagreba. Osim mira i zelenila, ova planina obiluje bogatim i raznolikim životinjskim svijetom te posebnostima kao što su Šumska staza 'Bliznec' za osobe s invaliditetom, špilja Veternica, srednjovjekovni rudnici Zrinski i Francuski rudnici, Sljemenska kapelica, 500 Horvatovih stuba...
Najviši vrh Medvednice je Sljeme, visoko 1033 m. Na njemu se nalazi radiotelevizijski toranj visok 169 m. Do 2007. godine do vrha je vodila žičara. Na Sljemenu se nalazi i skijaška staza na kojoj se održava utrka Snježna kraljica.

## Utvrde i dvorci na Medvednici
Najočuvanija utvrda Medvednice je Medvedgrad, sagrađen u 13. stoljeću i koji je služio za obranu Kaptola i biskupskih posjeda.
Druga utvrda je Susedgrad, također sagrađena u 13. stoljeću. Poznat je po bitki koja se dogodila podno njegovih zidina tijekom Seljačke bune.
Također, pokraj Gornje Stubice postoji Dvorac Oršić koji je izgrađen 1756. godine na temeljima utvrde sagrađene u 13. stoljeću. Kasnije je dvorac preuređen i (1973. g.) pretvoren u Muzej seljačkih buna.

## Poveznice
- Park prirode
- Hrvatski nacionalni parkovi i parkovi prirode
- Medvednica
- Medvedgrad
- Rudnik Zrinski

## Vanjske poveznice
- Park prirode Medvednica
- Fotografije - Park prirode Medvednica[neaktivna poveznica] na Destinacije.com
- Medvednica.info